# Lijst van Aalstenaars
Dit is een chronologische lijst van Aalstenaars. Het gaat om personen 'geboren in', 'woonachtig te' of 'ereburger van' de Belgische stad Aalst.

## Geboren

### 7e eeuw
- Goedele van Brussel, heilige die woonachtig was te Moorsel.

### 15e eeuw
- Georges Chastellain, (1405/1415 - 1475), diplomaat, dichter
- Hayne van Ghizeghem, (1445 - 1472/1497), componist
- Dirk Martens (ca. 1446 - 1534), invoerder van de boekdrukkunst in de Zuidelijke Nederlanden
- Pieter van Edingen (1450 rond 1533), tapijtwever en tapijtenontwerper
- Cornelius Grapheus (1482 - 1558), stadsecretaris van Antwerpen, schrijver, lutheraan, humanist, dichter

### 16e eeuw
- Pieter Coecke van Aelst (1502 - 1550), schilder, tapijtenontwerper
- Joannes Grapheus (1502 - 1571), drukker
- Nicolaas de Stoop (begin 16e eeuw - 1568), drukker, Latijns dichter
- Joost Balbian (1543 -1616), alchemist

### 17e eeuw
- Jan Baptista Wellekens (1658 - 1726),  schilder en dichter
- Antonius van Torre (1615 - 1679), jezuïet en pedagogisch schrijver

### 18e eeuw
- Jean Jacques Philippe Vilain XIIII (1712 - 1777), politicus
- Ferdinand Lenaert (1721 - 1779), hoger ambtenaar
- Karel de Waepenaert de Termiddelerpen (1760 - 1834), politicus
- Jozef Kluyskens (1771 - 1843), chirurg, hoogleraar en rector van de RUG
- Albert Lefebvre (1782 - 1861), politicus

- Jacques Lefebvre (1784 - 1829), politicus
- Ignace Lefebvre (1786 - ?), politicus

### 19e eeuw
- Jozef Meganck (1807-1891), kunstschilder en etser
- Victor Van Wambeke (1813 - 1896), advocaat, politicus
- Sylvain van der Gucht (1823 - 1894), schilder en schrijver
- Charles Verbrugghen (1823 - 1911), politicus
- Adolf Daens (1839 - 1907), priester en politicus
- Albert Liénart (1840 - 1871), politicus en advocaat
- Pieter Daens (1842 - 1918), politicus en uitgever
- Charles Liénart (1847 - 1921), politicus
- Evarist Bauwens (1853 - 1937), Jezuïet en auteur
- Alice Renaud (1855 - 1886), actrice en sopraan
- Isidoor Bauwens (1855 - 1918), medicus, auteur en politicus
- Adolf Van Elstraete (1862 - 1939), kunstschilder
- Léon de Bethune (1864 - 1907), diplomaat en politicus

- Hippoliet Meert (1865 - 1924), hoogleraar en Vlaams activist
- Valerius De Saedeleer (1867 - 1941), schilder
- Franz Cumont (1868 - 1947), archeoloog en historicus
- Jan-Baptist De Neve (1870 - 1942), politicus
- Romain Moyersoen (1870 - 1967), politicus
- Alfred Nichels (1873 - 1949), politicus
- Jan de Windt (geoloog) (1876 - 1898), geoloog en bestuurslid van het Willemsfonds
- Achiel Brijs (1879 - 1949), activist
- Robert De Waele (1891-1963), hoogleraar en Vlaams activist
- August Schollaert  (1893-1958), dirigent en orgelboekmaker
- Gustaaf De Stobbeleir (1900 - 1985), politicus en handelaar

### 20e eeuw
- Walter Robyns (1901 - 1986), botanicus
- Frans Blanckaert (1903 - 1981), politicus
- Ludovic Moyersoen (1904 - 1992), politicus
- Marcel De Bisschop (1907 - 1991), politicus
- Louis Paul Boon (1912 - 1979), auteur
- Albert Van Hoorick (1915 - 2000), politicus en auteur
- Adolf De Buck (1920 - 1984), voetballer
- Emiel Rogiers (1923 - 1998), wielrenner
- Willy Courteaux (1924 - 2017), journalist en vertaler
- Toon Van Overstraeten (1926 - 2011), oostfrontstrijder en politicus
- Herman Le Compte (1929 - 2008), arts
- Pieter De Bruyne (1931 - 1987), kunstenaar en architect
- Odilon Mortier (1931 - 2012), acteur
- Etienne Le Compte (1931 - 2010), kunstenaar
- Ghisleen Willems (1933 - 2020), politicus
- Hugo de Schepper (1934 - 2024), hoogleraar
- Begga D'Haese (1934 - 2023), beeldhouwster
- Claude C. Krijgelmans (1934 - 2022), schrijver en schilder
- Kamiel Sergant (1935 - 2021), zanger
- Chris Boni (1936), actrice
- Emile Boulpaep (1938), fysioloog
- Karel Vinck (1938), ondernemer en crisismanager
- Fons Roggeman (1939 - 2024), kunstschilder
- Wivina Demeester (1943), politica
- Jef Roos (1943), ondernemer en bestuurder
- Jan De Wilde (1944), zanger en muzikant
- Gracienne Van Nieuwenborgh (1946), politica
- André-Emiel Bogaert (1947), politicus en advocaat
- Jef Vermassen (1947), advocaat
- Luc Van den Bossche (1947), politicus
- Carla Galle (1948 - 2022), ambtenaar en politica
- Hilde Eynikel (1949), schrijfster en journaliste
- Luc De Blok (1949), kunstenaar
- Christian Kieckens (1951 - 2020), architect en fotograaf
- Geertrui Daem (1952), schrijfster, actrice en beeldend kunstenares
- Danny Roelandt (1955), atleet

- Anne-Marie Van Nuffel (1956), atlete
- Luckas Vander Taelen (1958), performer, reportagemaker en politicus
- Luc Luycx (1958), ontwerper van de gemeenschappelijke zijde van de euromunten
- Ronny Van Holen (1959), wielrenner
- Phara de Aguirre (1961), journaliste
- Elisabeth Leijnse (1961), hoogleraar en schrijver
- Anna Callebaut (1962), wielrenster
- Patrick Bernauw (1962), schrijver
- Jurgen Ceder (1963), politicus
- Patrick De Meyer (1963), danceproducer
- Katrien Van Schuylenbergh (1963), kinderboekenschrijfster, illustrator en grafisch ontwerpster
- Luc Willems (1964), advocaat en politicus
- Martine De Maght (1965), politica
- Nele Jansegers (1965), politica
- Christoph D'Haese (1967), politicus
- Erwin Vanmol (1967), illustrator-cartoonist en stadscartoonist van Aalst
- Kathleen Amant (1969), auteur en illustrator
- Olivier Abbeloos (1969), danceproducer
- Dylan Casaer (1970), politicus
- Geert De Vlieger (1971), voetballer
- Dimitri Verhulst (1972), schrijver en dichter
- Sabine Appelmans (1972), tennisster
- Koen De Graeve (1972), acteur
- Annelies Beck (1973), VRT-journaliste
- Riske Lemmens (1974), illustrator
- Arnout Van den Bossche (1974), comedian
- Amaryllis Temmerman (1975), actrice, presentatrice en zangeres
- Lorenz Bogaert (1976), ondernemer
- Peter Van der Heyden (1976), voetballer
- Tim Foncke (1978), schrijver
- Sarah Smeyers (1980), politica
- Kevin Van Impe (1981), wielrenner
- Ellen Mareels (1982), kunstschaatsster
- Niels De Mossenau (1993), musicalacteur en zanger
- Arno Van de Velde (1995), volleyballer
- Inti De Ceukelaire (1995), ethische hacker
- Rune Herregodts (1998), wielrenner

### 21e eeuw
- Remco Evenepoel (2000), wielrenner
- Talia De Troyer (2000), acrogymnaste
- Lars Craps (2001), wielrenner
- Aaron Blommaert (2002), zanger, presentator, acteur
- Jasper Ünal (2003), basketballer
- Aldo Taillieu (2006), wielrenner

## Woonachtig
Bekende personen die woonachtig zijn of waren in Aalst of een andere significante band met de gemeente hebben:
- Clara 't Roen (? - 1524), lutheraan en slachtoffer
- Anthon de Waepenaert de Termiddelerpen (1715 - 1798), politicus
- Jan de Lichte (1723 - 1748), crimineel en bendeleider, terechtgesteld te Aalst
- François Xavier de Vilander (1755 - 1836), politicus
- Karel Broeckaert (1767 - 1826), dichter, schrijver en publicist
- Jean De Witte (1768 - 1843), politicus
- Charles Cumont (1791 - 1864), ondernemer en politicus
- Liévin Van der Looy (1796 - 1871), politicus
- Frederik Van Der Noot (1801 - 1883), politicus
- Adrien Bruneau (1805 - 1894), politicus, advocaat, redacteur en ondernemer
- Paul de Bethune (1830 - 1901), politicus
- Franz Callebaut (1856-1930), apotheker en kunstschilder
- Joseph De Blieck (1866 - 1927), politicus en brouwer
- Karel Leopold Van Opdenbosch (1867 - 1940), politicus
- Albert D'Haese (1889 - 1982), politicus, journalist en advocaat
- Jozef Bessems (1890 - 1969), ondernemer
- Jozef Van Overstraeten (1896 - 1986), pionier van het cultuurtoerisme in Vlaanderen
- Herman De Vos (1897 - 1944), onderwijzer en sociaal werker
- Louis D'haeseleer (1911 - 1988), politicus
- Willy De Bruyn (1914 - 1989), wielrenster
- Wim Verleysen (1920 - 2000), politicus

- Oscar Debunne (1921 - 2006), politicus
- Maurice De Kerpel (1927 - 2013, politicus
- Raymond Uyttersprot (1935 - 1987), politicus
- Anny De Maght (1943), politica
- Patrick Lateur (1949), vertaler, dichter en bloemlezer
- Vera Van der Borght (1952), politica
- Claude Criquielion (1957-2015), wielrenner
- Ann Van de Steen (1963), politica en advocate
- Karim Van Overmeire (1964), politicus
- Ilse Uyttersprot (1967-2020), politica
- Els Keytsman (1972), politica en bestuurster
- Joke Devynck (1972), actrice
- Steven Van Herreweghe (1977), televisiepresentator
- Jean-Jacques De Gucht (1983), politicus
- Lynn Van Royen (1989), actrice

## Ereburgers
- Iwein van Aalst (ca. 1117 tot 1145), heer van Aalst, Waas, Drongen, Deinze, Ruiselede en leenman van Liedekerke, ereburger sinds 29 maart 2023
- Dirk Martens (ca. 1446 - 1534), invoerder van de boekdrukkunst in de Zuidelijke Nederlanden, ereburger sinds 25 november 2015
- Adolf Daens (1837 - 1907), priester en boegbeeld van het daensisme, ereburger sinds 29 juni 2004
- Valerius De Saedeleer (1867 - 1941), kunstschilder, ereburger sinds 1933
- Alfred Kelders (1874 - 1956), voormalig feestdirecteur van het feestcomité, ereburger sinds 17 april 1950
- Captain Bill Fairbairn (1908), de eerste geallieerde officier die met het stadsbestuur bij de bevrijding van Aalst officieel in betrekking is gekomen, ereburger sinds 17 april 1945
- Louis Paul Boon (1912 - 1979), schrijver en schilder, ereburger sinds 27 april 2004
- Oscar Van Malder (1927), oprichter en erevoorzitter van de Koninklijke Kunstgroep Alkuone, ereburger sinds 27 november 2007
- Z.E.H. Kanunnik Michaël Ghijs (1933 - 2008), koorleider van de Schola Cantorum Cantate Domino van het Sint-Maartensinstituut in Aalst, ereburger sinds 26 januari 2004
- Kamiel Sergant (1935 - 2021), 50 jaar Keizer Carnaval en oprichter van: Mensen helpen Mensen, ereburger sinds februari 2009

Brussel:
Anderlecht
Brussels Hoofdstedelijk Gewest · 
Etterbeek · 
Ukkel

Vlaanderen:
Aalst · 
Antwerpen · 
Brugge ·
Geel · 
Genk · 
Gent · 
Hasselt ·  
Ieper · 
Kortrijk · 
Leuven · 
Lichtervelde · 
Lier · 
Lokeren · 
Mechelen · 
Oostende · 
Oudenaarde · 
Poperinge · 
Roeselare ·
Sint-Niklaas ·  
Sint-Truiden · 
Tienen · 
Tongeren · 
Turnhout · 
Vilvoorde

Wallonië: 
Aarlen · 
Charleroi ·  
Doornik ·  
Luik · 
Moeskroen ·  
Namen · 
Verviers · 
Waver